# Warren Potent
Warren Potent (n. 7 aprilie 1962, City of Parramatta Council⁠(d), Noul Wales de Sud, Australia) este un trăgător de tir ce a reprezentat Australia, medaliat olimpic. A participat la 5 ediții ale Jocurilor Olimpice (2000, 2004, 2008, 2012, 2016) în care a câștigat o medalie de bronz.